# Ruta Estatal de California 88
La Ruta Estatal de California 88, y abreviada SR 88 (en inglés: California State Route 88) es una carretera estatal estadounidense ubicada en el estado de California. La carretera inicia en el Oeste desde la SR 99     en Stockton hacia el Este en la NV 88     en Carson City. La carretera tiene una longitud de 196,3 km (122 mi).

## Mantenimiento
Al igual que las autopistas interestatales, y las rutas federales y el resto de carreteras estatales, la Ruta Estatal de California 88 es administrada y mantenida por el Departamento de Transporte de California por sus siglas en inglés Caltrans.

## Cruces
La Ruta Estatal de California 88 es atravesada principalmente por la  SR 49  SR 89   en Jackson y Lake Tahoe.